# Stuart Craig
Stuart Craig (* 14. April 1942) ist ein britischer Szenenbildner.

## Leben
Stuart Craig wuchs in Norwich auf. Während eines Kunststudiums in den 1960er Jahren entwarf er erste Szenenbilder für Filmstudenten. Für das britische Filmstudio, das Casino Royale produzierte, jobbte er während dieser Produktion als Laufbursche und blieb zwölf Jahre dort in der künstlerischen Abteilung. Für Richard Attenboroughs Die Brücke von Arnheim war er erstmals als hauptverantwortlicher Szenenbildner tätig. Seinen internationalen Durchbruch erlebte er 1980 durch David Lynchs Der Elefantenmensch. Insgesamt erhielt er drei Oscars für seine Arbeiten. Außerdem war er 16-mal für den britischen BAFTA Award nominiert und erhielt diese Auszeichnung in der Kategorie Bestes Szenenbild dreimal. Seit der ersten Harry-Potter-Verfilmung ist er der Chef-Designer sämtlicher Potterverfilmungen.

## Filmografie (Auswahl)
- 1977: Die Brücke von Arnheim – Regie: Richard Attenborough
- 1978: Superman – Regie: Richard Donner
- 1980: Der Elefantenmensch – Regie: David Lynch
- 1982: Gandhi – Regie: Richard Attenborough
- 1984: Greystoke – Die Legende von Tarzan, Herr der Affen – Regie: Hugh Hudson
- 1986: The Mission – Regie: Roland Joffé
- 1987: Schrei nach Freiheit – Regie: Richard Attenborough
- 1988: Gefährliche Liebschaften – Regie: Stephen Frears
- 1992: Chaplin – Regie: Richard Attenborough
- 1993: Der geheime Garten – Regie: Agnieszka Holland
- 1993: Shadowlands – Regie: Richard Attenborough
- 1996: Mary Reilly – Regie: Stephen Frears
- 1996: Der englische Patient – Regie: Anthony Minghella
- 1998: Mit Schirm, Charme und Melone – Regie: Jeremiah S. Chechik
- 1999: Notting Hill – Regie: Roger Michell
- 2000: Die Legende von Bagger Vance – Regie: Robert Redford
- 2001: Harry Potter und der Stein der Weisen – Regie: Chris Columbus
- 2002: Harry Potter und die Kammer des Schreckens – Regie: Chris Columbus
- 2004: Harry Potter und der Gefangene von Askaban – Regie: Alfonso Cuarón
- 2005: Harry Potter und der Feuerkelch – Regie: Mike Newell
- 2007: Harry Potter und der Orden des Phönix – Regie: David Yates
- 2009: Harry Potter und der Halbblutprinz – Regie: David Yates
- 2010: Harry Potter und die Heiligtümer des Todes: Teil 1 – Regie: David Yates
- 2011: Harry Potter und die Heiligtümer des Todes: Teil 2 – Regie: David Yates
- 2012: Gambit – Der Masterplan – Regie: Michael Hoffman
- 2016: Legend of Tarzan – Regie: David Yates
- 2016: Phantastische Tierwesen und wo sie zu finden sind – Regie: David Yates
- 2018: Phantastische Tierwesen: Grindelwalds Verbrechen – Regie: David Yates
- 2022: Phantastische Tierwesen: Dumbledores Geheimnisse – Regie: David Yates

## Auszeichnungen (Auswahl)
- 1981: Oscarnominierung für Der Elefantenmensch
- 1981: BAFTA Award für Der Elefantenmensch
- 1983: Oscar für Gandhi
- 1987: Oscarnominierung für The Mission
- 1989: Oscar für Gefährliche Liebschaften
- 1993: Oscarnominierung für Chaplin
- 1997: Oscar für Der englische Patient
- 2002: Oscarnominierung für Harry Potter und der Stein der Weisen
- 2006: Oscarnominierung für Harry Potter und der Feuerkelch
- 2006: BAFTA Award für Harry Potter und der Feuerkelch
- 2008: ADG Lifetime Achievement Award der amerikanischen Art Directors Guild für sein Lebenswerk
- 2011: Oscarnominierung für Harry Potter und die Heiligtümer des Todes: Teil 1
- 2012: Oscarnominierung für Harry Potter und die Heiligtümer des Todes: Teil 2
- 2017: Oscarnominierung für Phantastische Tierwesen und wo sie zu finden sind
- 2017: BAFTA Award für Phantastische Tierwesen und wo sie zu finden sind